# Barbara (film 1997)
Barbara è un film del 1997 diretto da Nils Malmros.
È basato sul romanzo omonimo dello scrittore faroese Jørgen-Frantz Jacobsen del 1939.